# Estação Ferroviária Abismo
A Estação Ferroviária Abismo foi uma estação ferroviária localizada no município de Salgadinho, Paraíba.
A referida estação integrava o ramal de Campina Grande, que inicialmente partia desde Itabaiana até a cidade de Campina Grande e depois de concluída a ligação entre Sousa-Pombal, Pombal-Patos e Patos-Campina, ligou-se com o Ceará.

## Histórico
O ramal de Campina Grande, do qual a Estação de Abismo fazia parte, partia da ferrovia da Great Western, que ligava Recife a Natal. O ramal da Paraíba foi prolongado de Sousa até Patos, em 1944 e em 1958, completou a ligação férrea entre o Ceará e a Paraíba ou Pernambuco.
O trecho entre Campina Grande e Patos foi aberto em 1958, junto com ele, a Estação Abismo, construída pela empresa pernambucana Camillo Collier Ltda, um ano antes, a mando da Rede Ferroviária do Nordeste (RFN), vindo a ser desativada em 1997, posteriormente abandonada.

## Localização
Construída na zona rural de Salgadinho, a estação situava-se à altura do quilômetro 332 do Ramal de Campina Grande (de bitola métrica). Tinha como estações próximas a de Areia de Baraúnas e a de João Leite (antiga Estaca Zero).
Outros pontos importantes da linha férrea que cortava o município de Salgadinho são o Viaduto da Serra da Viração e o Viaduto dos Oitis.